# Jarandersonia rinoreoides
Jarandersonia rinoreoides är en malvaväxtart som beskrevs av André Joseph Guillaume Henri Kostermans. Jarandersonia rinoreoides ingår i släktet Jarandersonia och familjen malvaväxter. Inga underarter finns listade i Catalogue of Life.